# Myrpold

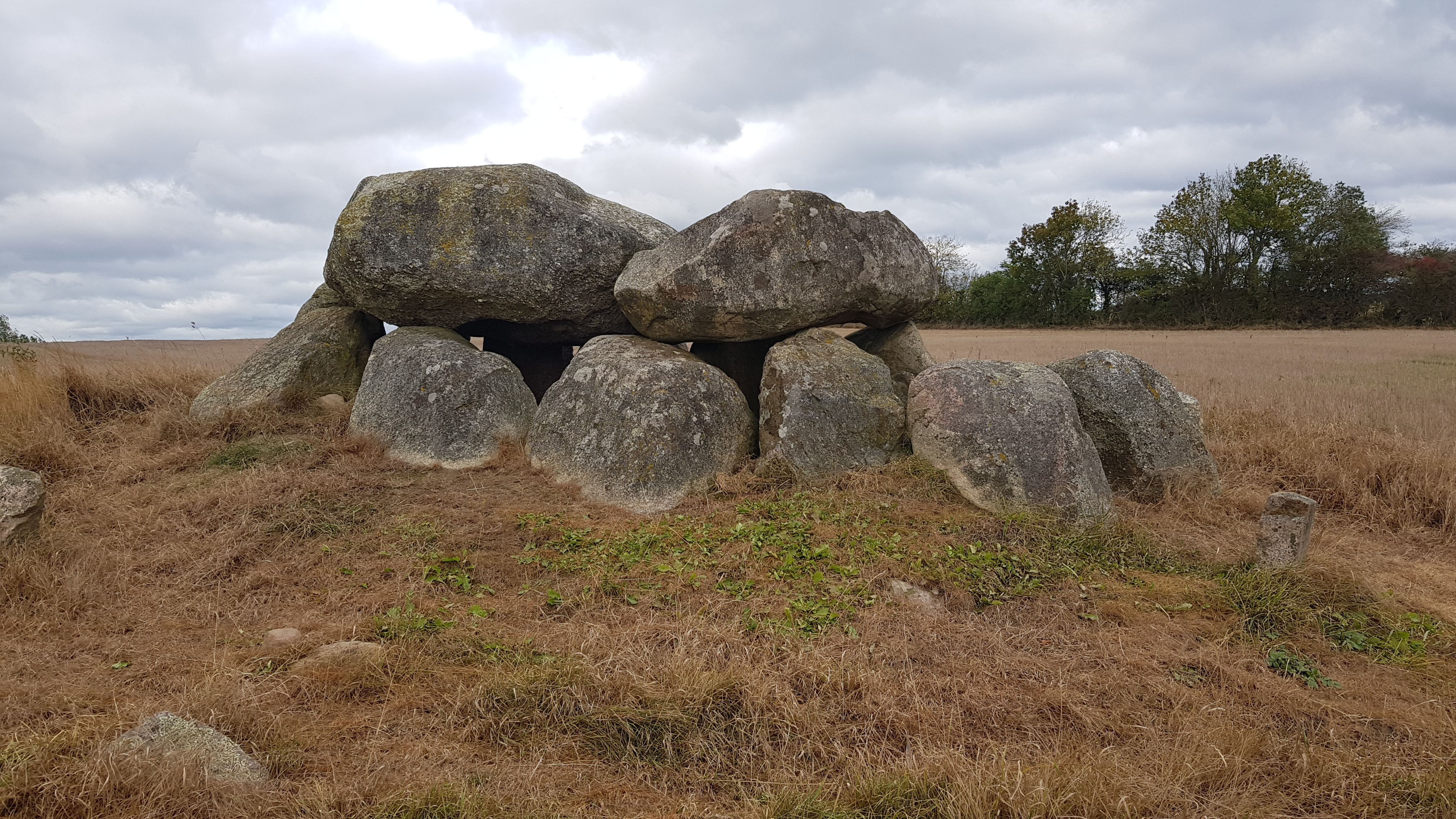
Großdolmen Myrpold

Myrpold (auch Myrepold) ist ein Großdolmen (dänisch "Stordysse) oder eine drei Meter lange Grabkiste, die aus zehn Trag- und zwei Decksteinen besteht. Die Megalithanlage der Trichterbecherkultur (TBK) entstand zwischen 3500 und 2800 v. Chr. und liegt bei Skarrev, in der Nähe von Aabenraa nahe der Ostsee, auf der Halbinsel Løjt im Süden von Jütland in Dänemark.
Neolithische Monumente sind Ausdruck der Kultur und Ideologie neolithischer Gesellschaften. Ihre Entstehung und Funktion gelten als Kennzeichen der sozialen Entwicklung.
Myrpold wurde bereits 1888 ausgegraben und barg zehn Skelette, die in fünf Schichten übereinander lagen. Sie waren begleitet von Bernsteinperlen, Feuersteinbeilen, Keramik und Steinmessern.
Die ältesten Grabkisten, die eine Sonderform der Steinkiste darstellen, wurden bei Orebygård auf Lolland, in Himmerland und den angrenzenden Gebieten Jütlands gefunden, von wo man sie häufig als späte Typen erkennt.

Myrpold
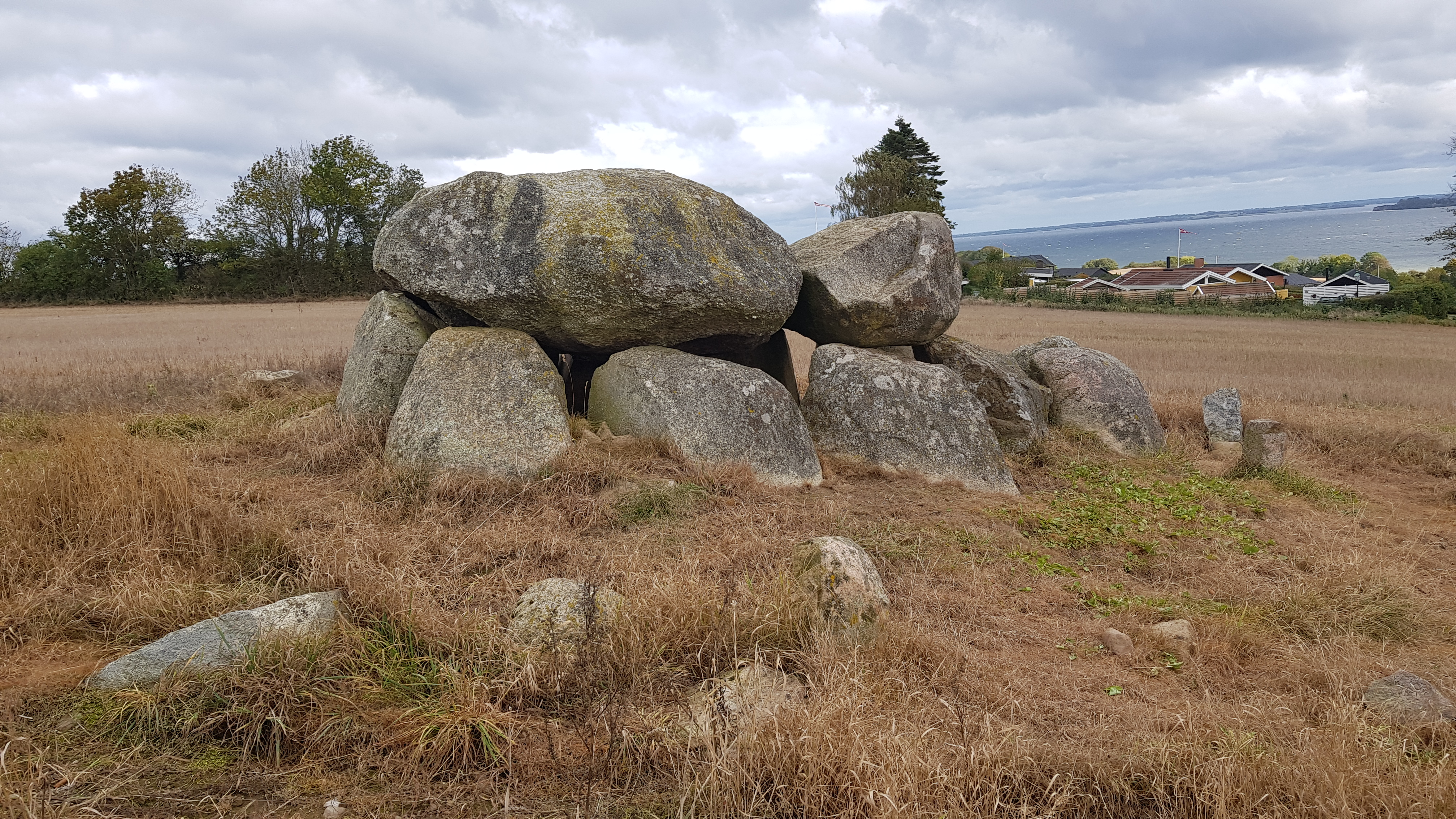
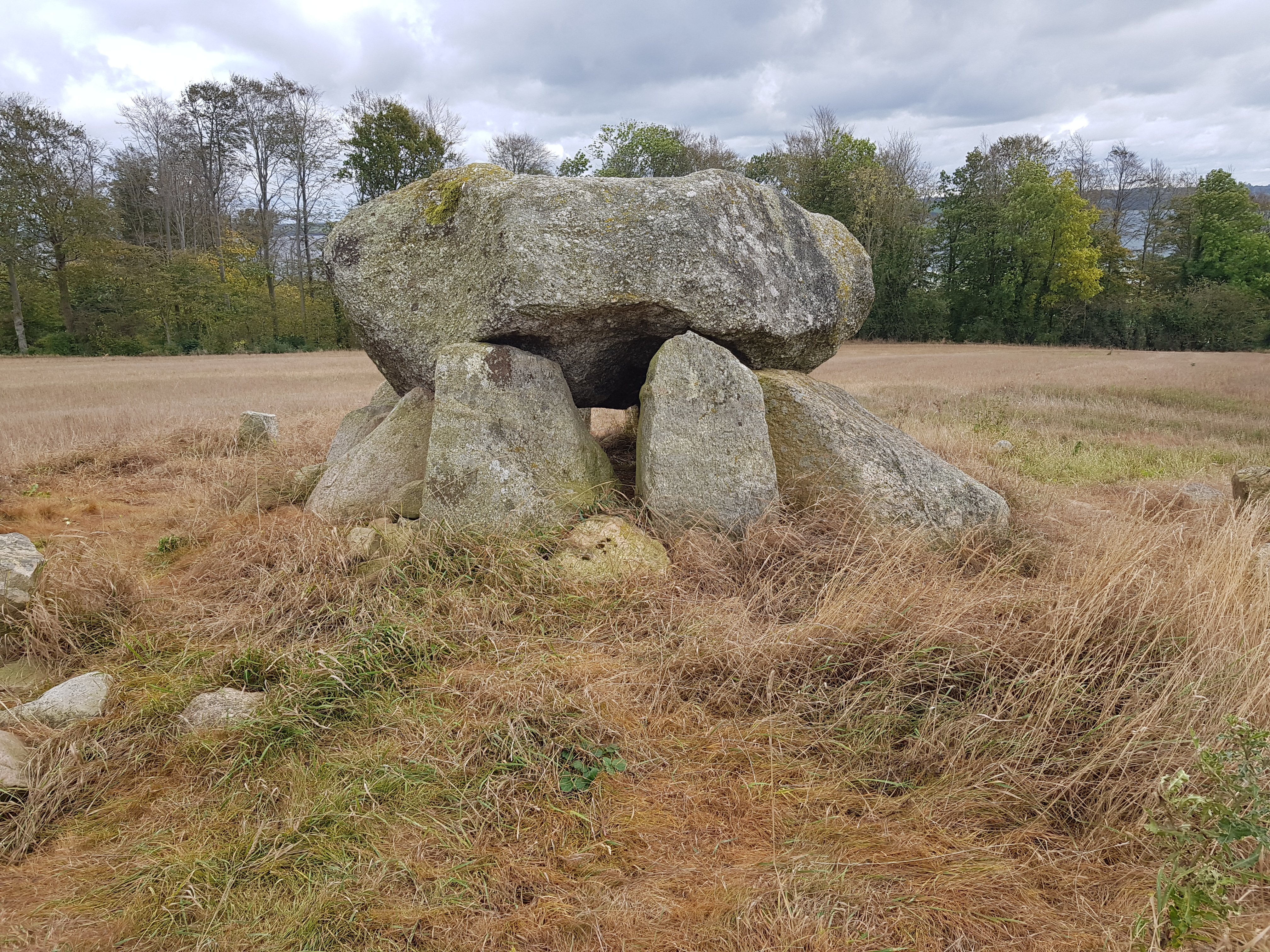
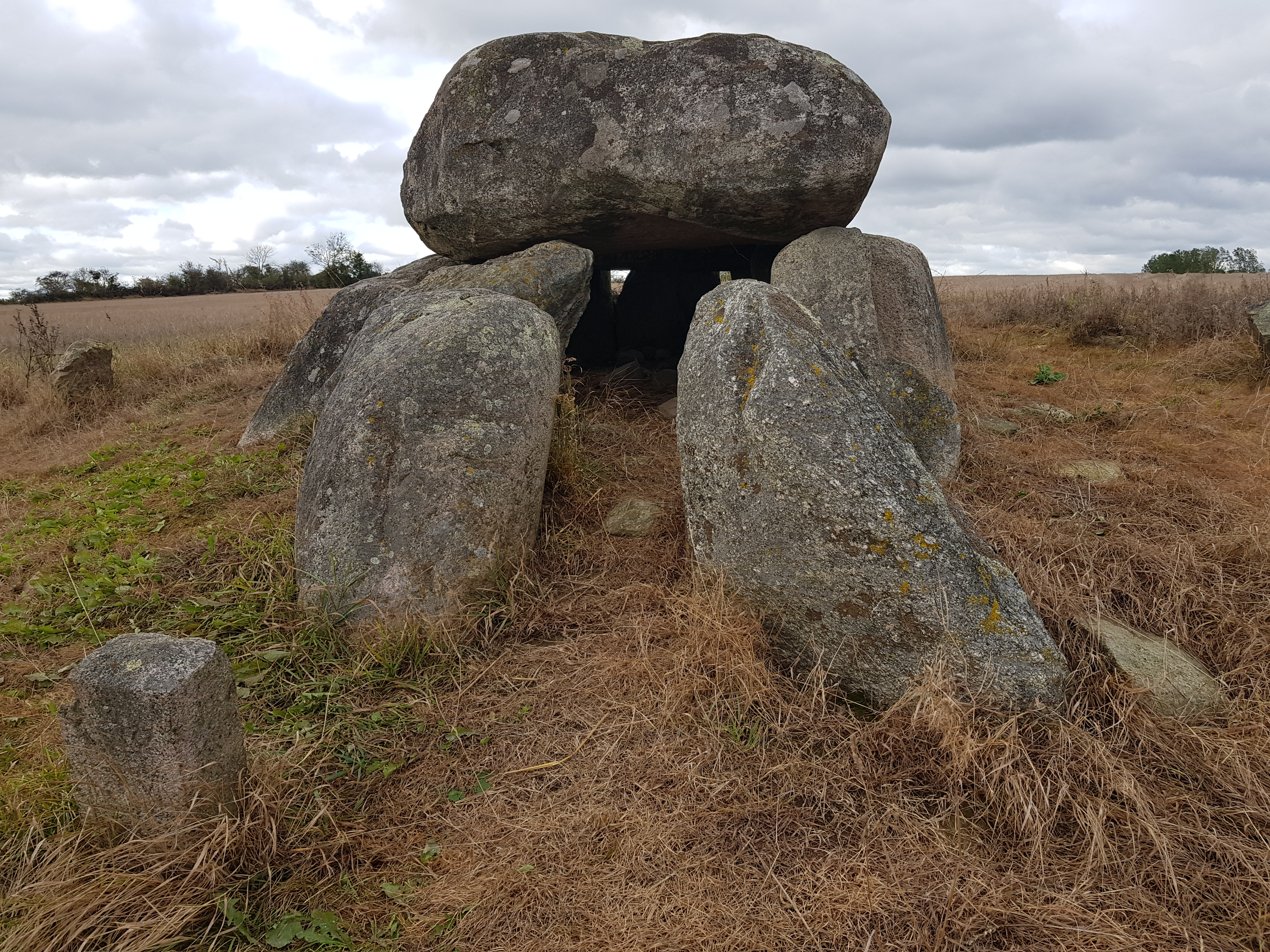
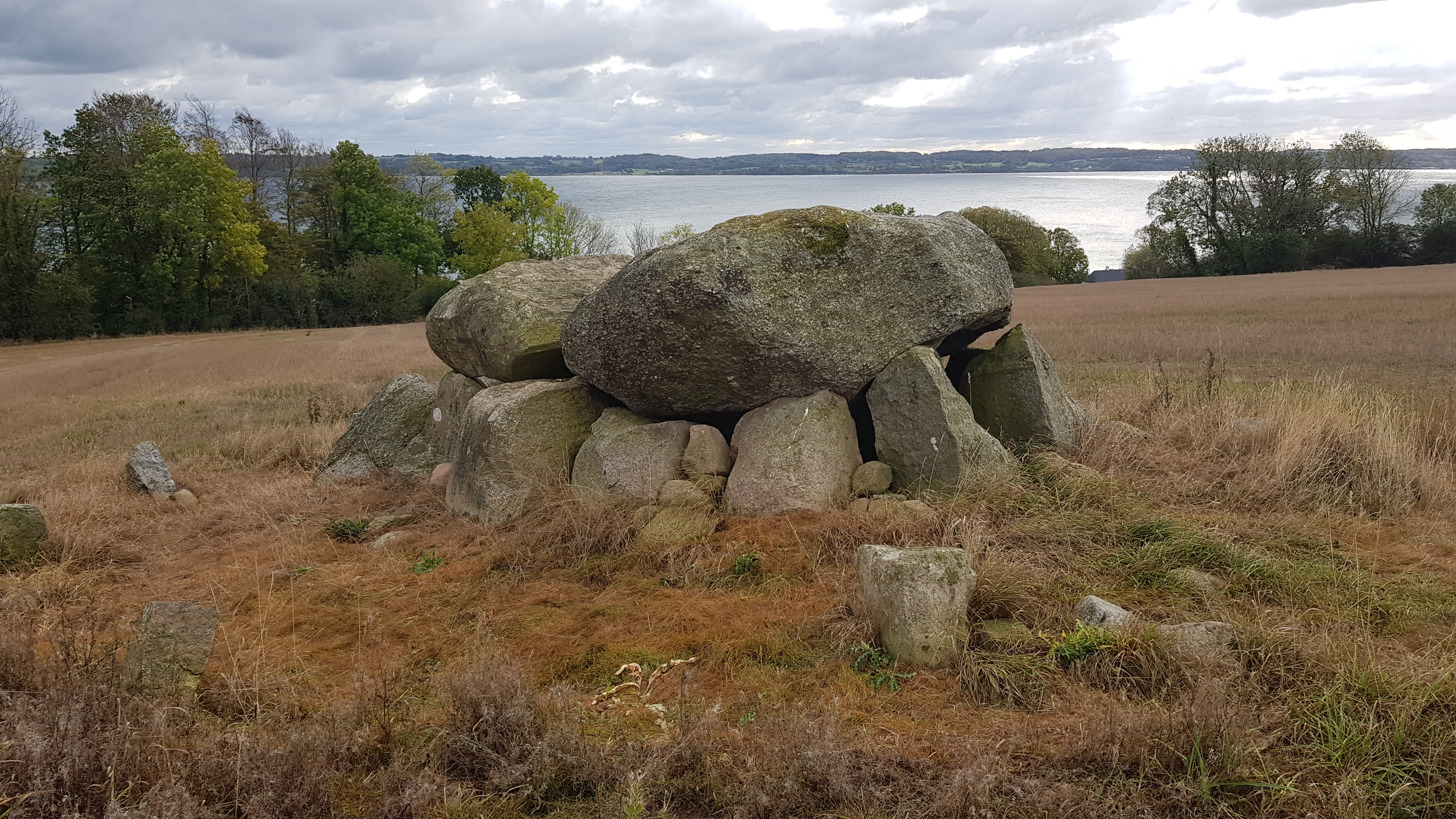
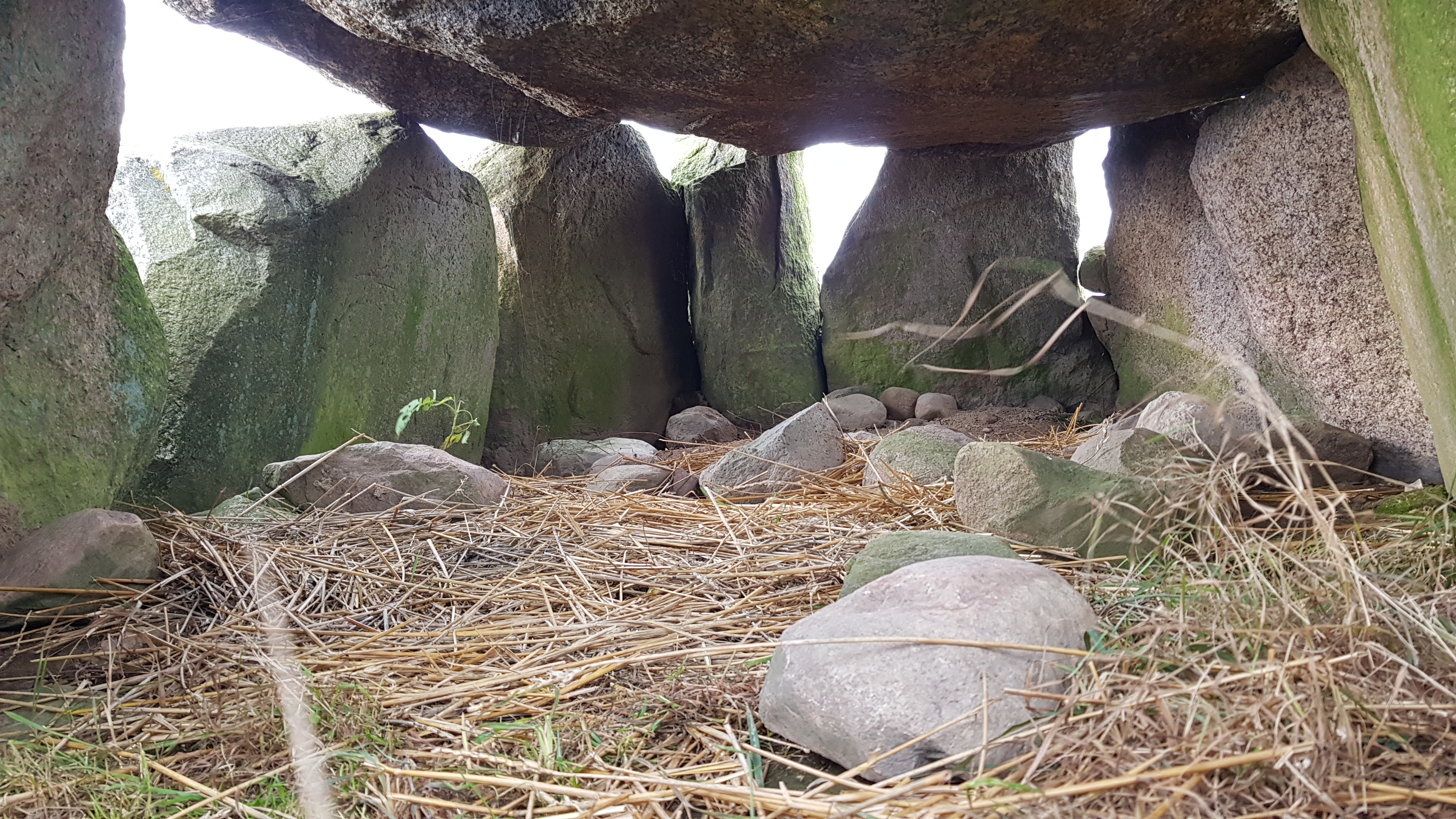

Einige Kilometer nordöstlich liegt der Dolmen Tvekløft.